# Paul Findley

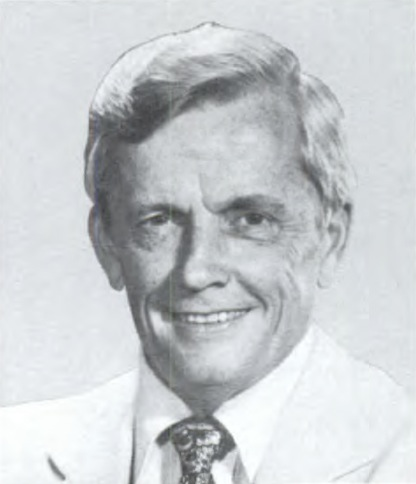
Paul Findley (1979)

Paul Augustus Findley (* 23. Juni 1921 in Jacksonville, Illinois; † 9. August 2019 ebenda) war ein US-amerikanischer Politiker (Republikaner). Zwischen 1961 und 1983 vertrat er den Bundesstaat Illinois im US-Repräsentantenhaus.

## Werdegang
Paul Findley besuchte die öffentlichen Schulen seiner Heimat und dann bis 1943 das Illinois College, ebenfalls in Jacksonville. Zwischen 1943 und 1946 gehörte er der US Navy an. Während des Zweiten Weltkrieges diente er im Pazifik. Danach wurde er Präsident der Firma Pike Press Inc. in Pittsfield. Gleichzeitig schlug er als Mitglied der Republikanischen Partei eine politische Laufbahn ein. Im Jahr 1952 kandidierte er erfolglos für den Senat von Illinois.
Bei den Kongresswahlen des Jahres 1960 wurde Findley im 20. Wahlbezirk von Illinois in das US-Repräsentantenhaus in Washington, D.C. gewählt, wo er am 3. Januar 1961 die Nachfolge von Edna O. Simpson antrat. Nach zehn Wiederwahlen konnte er bis zum 3. Januar 1983 elf Legislaturperioden im Kongress absolvieren. In seine Zeit im Parlament fielen unter anderem der Vietnamkrieg, die Bürgerrechtsbewegung und im Jahr 1974 die Watergate-Affäre. Im Jahr 1982 wurde er nicht wiedergewählt.
Zwischen 1983 und 1994 war Findley Vorstandsmitglied der internationalen Organisation International Food and Agricultural Development. Er kritisiert die amerikanische Außenpolitik gegenüber Israel als unkritische Unterstützung dieses Staates. Gleichzeitig unterstützt er den Council on American-Islamic Relations. Nach den Terroranschlägen vom 11. September 2001 machte Findley die amerikanisch-israelischen Beziehungen für diese Ereignisse verantwortlich. Mit seiner anti-israelischen Haltung löste er kontroverse Diskussionen zu diesem Thema aus. Bis zu seinem Tod im August 2019 lebte Paul Findley in Jacksonville.